# Pracimantoro (plaats)
Pracimantoro is een bestuurslaag in het regentschap Wonogiri van de provincie Midden-Java, Indonesië. Pracimantoro telt 7230 inwoners (volkstelling 2010).